# Hans Piesch
Hans Piesch (* 15. Juni 1889 in Bielitz, Schlesien; † 3. März 1966 in Krumpendorf) war ein österreichischer Politiker. Von 1933 bis 1934 war er Bürgermeister von Villach und von 1945 bis 1947 der erste Landeshauptmann von Kärnten nach dem Zweiten Weltkrieg.

## Biographie
Hans Piesch war ein Pädagoge schlesischer Herkunft, sein Vater war ein Fabriksarbeiter. In seiner Heimat absolvierte er bis 1908 eine evangelische Lehrerbildungsanstalt. Daraufhin siedelte er nach Kärnten über, wo er in Feistritz an der Gail sowie in Gmünd als Volksschullehrer angestellt war. Im Ersten Weltkrieg diente er beim Gebirgsschützenregiment Nr. 1 an der russischen und italienischen Front und bekleidete beim Ausscheiden aus dem Militärdienst den Rang eines Oberleutnants. 1919 kam Piesch nach Villach, hier arbeitete er zunächst als Hauptschullehrer und später als Schuldirektor. Seit 1924 war er Obmann des Ortsschulrates.
Seit 1924 war Piesch für die damalige SDAP Mitglied des Villacher Gemeinderates. Bis 1928 hatte er das Fürsorgereferat inne, dann  übernahm er bis 1933 das Finanzreferat. Im Februar dieses Jahres wurde er zum Villacher Bürgermeister gewählt. Seine Wahl war erfolgte erst im dritten Wahlgang und unter schwierigen Umständen. Im Vorfeld hatte der Ausschluss nationalsozialistischer Gemeinderatsmitglieder für Aufruhr gesorgt, auch unter den anderen Parteien konnte Piesch keine Unterschützer finden, sodass er nur mit der knappestmöglichem Mehrheit von 16 sozialdemokratischen Stimmen unter 32 abgegebenen Wahlzetteln gekürt wurde. Im Februar 1934 kam es in Österreich zu bürgerkriegsähnlichen Auseinandersetzungen (siehe Februaraufstand), in deren Folge die sozialdemokratische Partei verboten und deren maßgebliche Funktionäre verhaftet bzw. hingerichtet wurden. So geriet auch Piesch kurzzeitig in Haft und wurde als Bürgermeister abgesetzt.
Nach dem Anschluss Österreichs an das Deutsche Reich beantragte Piesch am 15. Juni 1938 die Aufnahme in die NSDAP, wurde rückwirkend zum 1. Mai desselben Jahres aufgenommen (Mitgliedsnummer 6.207.762) und arbeitete im rasse- und siedlungspolitischen Amt im Kreis Villach.
Wenige Tage vor Ende des Zweiten Weltkriegs bildeten Vertreter der Widerstandsbewegung und der politischen Parteien Kärntens einen „Vorläufigen Vollzugsausschuss“, der sich am 6. Mai 1945 über die Zusammensetzung einer provisorischen Landesregierung einigte, die von Hans Piesch geleitet werden sollte. Am Tag darauf erklärte der Kärntner NS-Gauleiter Friedrich Rainer seinen Rücktritt und die Provisorische Landesregierung mit Landeshauptmann Piesch konstituierte sich. Sie wurde aber nach nur einem Monat in einen sogenannten Konsultativen Landesausschuss mit nur geringen Befugnissen umgewandelt. Am 24. Juli 1945 ernannte der Leiter der britischen Militärregierung in Kärnten Hans Piesch zum Landeshauptmann. Dem daraufhin neu gebildeten „Konsultativen Landesausschuss“ gehörten Vertreter der SPÖ, der ÖVP, der KPÖ sowie der Kärntner Slowenen an. Kurz darauf, am 27. Juli, bildete sich erneut eine provisorische Landesregierung unter Landeshauptmann Piesch. Am 25. November 1945 gewann die SPÖ die ersten Kärntner Landtagswahlen nach Kriegsende. Der erste Landtag setzte sich aus 18 Abgeordneten der SPÖ, 14 der ÖVP, drei der KPÖ sowie einem der Demokratischen Partei Österreichs zusammen und konstituierte sich am 10. Dezember 1945 mit seiner ersten Sitzung, bei der Hans Piesch zum Landeshauptmann gewählt wurde. Er hatte dieses Amt aber nur wenig mehr als ein Jahr inne:
„Da er wegen der ihm zum Vorwurf gemachten NS-Vergangenheit den Erfolg der in London bereits laufenden Österreichischen Staatsvertrag-Verhandlungen nicht gefährden wollte, zog er auf Anraten seiner Parteifreunde persönlich die Konsequenz und trat im April 1947 zurück. Danach war er Leiter des Landesverkehrsamtes für Kärnten. Unter seiner Verwaltung setzte der Fremdenverkehr zu dem großen Wachstum an, das ihn zu einem der wichtigsten Zweige der Wirtschaft Kärntens gemacht hat“. Sein Nachfolger wurde Ferdinand Wedenig (SPÖ).
Anschließend war er bis zu seiner Pensionierung 1954 Leiter des Landesfremdenverkehrsamts Villach. Hans Piesch starb „nach langem, schwerem, mit großer Geduld ertragenem Leiden am 3. März 1966“ in Krumpendorf am Wörthersee, er wurde auf dem Villacher Waldfriedhof beigesetzt. Im Stadtteil Maria Gail erinnert die Hans-Piesch-Straße an ihn, in seinem letzten Wohnort Krumpendorf der Hans-Piesch-Park.
Hans Piesch war von 1932 bis 1938 sowie ab 1945 Mitglied der Freimaurerloge Paracelsus und 1953 Gründungsmitglied der Loge Zu den 3 Säulen im Süden.